# Frasnes-lez-Anvaing
Frasnes-lez-Anvaing (dialectul picard: Fraine-dilé-Anvegn) este o comună francofonă din regiunea Valonia din Belgia. La 1 ianuarie 2008 avea o populație totală de 11.064 locuitori. 

## Geografie
Comuna actuală Frasnes-lez-Anvaing a fost formată în urma unei reorganizări teritoriale în anul 1977, prin înglobarea într-o singură entitate a 14 comune învecinate. Suprafața totală a comunei este de 112,44 km². Comuna este subdivizată în secțiuni, ce corespund aproximativ cu fostele comune de dinainte de 1977. Acestea sunt:
| - I. Anvaing - XV. Ellignies-lez-Frasnes - II. Frasnes-lez-Buissenal - III. Saint-Sauveur - IV. Dergneau - V. Wattripont - VI. Arc-Ainières - XVI. Arc - XVII. Ainières - VII. Cordes - VIII. Forest - IX. Montrœul-au-Bois - X. Herquegies - XI. Hacquegnies - XII. Moustier - XIII. Buissenal - XIV. Œudeghien |

Localitățile limitrofe sunt:
| - Comuna Mont-de-l'Enclus: - a. Russeignies - b. Anserœul - Comuna Celles: - c. Velaines - d. Popuelles - Comuna Tournai: - e. Quartes - f. Thimougies - g. Beclers - h. Maulde - Comuna Leuze-en-Hainaut: - i. Thieulain - j. Grandmetz - Comuna Ath: - k. Houtaing - l. Mainvault - m. Ostiches - Comuna Ellezelles: - n. Lahamaide - o. Ellezelles - Comuna Ronse: - p. Ronse |